# Línea McNamara
La Línea McNamara fue una estrategia operativa empleada por los Estados Unidos entre 1966 y 1968, durante la guerra de Vietnam, que tenía como objetivo evitar la infiltración de las fuerzas del Ejército de Vietnam del Norte en Vietnam del Sur y Laos. Físicamente, la Línea McNamara atravesaba Vietnam del Sur desde el Mar de China Meridional hasta la frontera con Laos a lo largo de la Zona Desmilitarizada de Vietnam. La parte este incluía segmentos de campos fortificados, con Khe Sanh como eje, junto con tramos donde las carreteras y senderos estaban custodiados por sensores de detección de calor y acústicos de alta tecnología instalados sobre el terreno y cuyas señales eran interceptadas desde el aire. : 349  Diversos tipos de minas, incluidas las llamadas minas de grava, y la disposición de tropas en los puntos de estrangulamiento respaldaban una sofisticada vigilancia electrónica. Denominado como el sistema de barreras por Robert McNamara (secretario de Defensa de Estados Unidos entre 1961 y 1968), fue uno de los elementos clave, junto con el bombardeo aéreo gradual, de su estrategia de guerra en Vietnam. : 508–509 

## Concepto de barrera
En los años anteriores a 1965 se habían propuesto varios esquemas para una línea defensiva en la frontera norte de Vietnam del Sur y en el sureste de Laos. En general, estos planes habían sido rechazados debido a que requerían el despliegue de grandes cantidades de personal militar en posiciones estáticas y porque cualquier barrera en Laos alentaría a los vietnamitas a desplegar sus fuerzas más profundamente en territorio laosiano.
En diciembre de 1965, Robert McNamara se reunió dos veces con Carl Kaysen, un exmiembro del personal del Consejo de Seguridad Nacional de la era Kennedy. Kaysen propuso una barrera electrónica para limitar la infiltración desde Vietnam del Norte. McNamara aceptó la idea y le pidió a Kaysen que creara una propuesta. A partir de enero, John McNaughton y un grupo de científicos en Cambridge, Massachusetts, incluidos Kaysen y Roger Fisher, crearon la propuesta que se presentó a McNamara en marzo de 1966, quien luego la trasfirió al Estado Mayor Conjunto (EMC) para recabar comentarios. La respuesta del EMC fue que la propuesta aún requeriría que un número inviable de tropas estuvieran estacionadas a lo largo de la barrera y presentaría dificultosos problemas tanto de construcción como logísticos.
También a finales de 1965 o principios de 1966, Jerry Wiesner y George Kistiakowsky persuadieron a McNamara para que apoyara un programa de estudios de verano en Cambridge para el grupo de cuarenta y siete destacados científicos y académicos que formaban la división asesora de JASON del Instituto de Análisis de Defensa. El tema del estudio era encontrar alternativas a la campaña de bombardeos aéreos graduales en Vietnam del Norte, que en su mayoría fracasó, promovida por McNamara. Como Kaysen y los demás involucrados en el grupo de Cambridge eran todos miembros del grupo asesor científico JASON, las ideas de la barrera antiinfiltración se incluyeron en la agenda de JASON.

### Grupo de estudio de JASON
Las reuniones del grupo de estudio de JASON tuvieron lugar del 16 al 25 de junio de 1966 en la escuela Dana Hall de Wellesley, Massachusetts. Los edificios estaban vigilados día y noche y los asistentes recibieron autorizaciones de seguridad de alto secreto. Después de las reuniones de verano, se elaboró un informe a lo largo de julio y agosto.
El informe de JASON de agosto de 1966 calificó la campaña de bombardeos contra Vietnam del Norte como un fracaso, afirmando que «no tuvo un efecto directo mensurable sobre la capacidad de Hanói para montar y apoyar operaciones militares en el Sur». En cambio, los asesores propusieron como alternativa dos barreras defensivas. La primera barrera correría desde la costa a cierta distancia tierra adentro a lo largo de la zona desmilitarizada y buscaría bloquear la infiltración de Ejército de Vietnam del Norte por medios convencionales. La segunda barrera iría desde las áreas occidentales remotas de la frontera hasta Laos y sería una barrera de interdicción aérea, campos minados y detección electrónica que requeriría un mínimo de tropas. Si bien el informe del EMC había estimado que la construcción de una barrera tomaría hasta cuatro años, el informe de JASON sugirió que la barrera podría estar en su lugar con los recursos disponibles dentro de un año. Eso era importante para McNamara, ya que esperaba que al cortar las líneas logísticas entre el norte y el sur habría podido presionar a Hanói para que entablara negociaciones. : 120–126 

### Toma de decisiones
En septiembre de 1966, McNamara presentó el informe del grupo de JASON al Estado Mayor Conjunto. La aceptación de la propuesta no fue unánime, dividiéndose entre los jefes de servicio, que estaban en contra, y el general Earle Wheeler, presidente de EMC, que estaba a favor. El EMC luego entregó el informe al Comandante en Jefe del Pacífico, el almirante Sharp, quien respondió que la idea de la barrera no era práctica desde el punto de vista de la mano de obra y la construcción. El general William Westmoreland, que era comandante en jefe en Vietnam, se mostró aprensivo hacia la idea y, según los informes, incluso temía que la barrera pasara a la historia como la locura de Westmoreland. : 177 
A pesar de todos los desacuerdos, el 15 de septiembre de 1966, sin esperar el juicio final del EMC, el secretario McNamara ordenó que se implementara la propuesta. El teniente general Alfred Starbird, director de la Agencia de Comunicaciones de Defensa, fue nombrado jefe de la Fuerza de Tarea 728, que debía implementar el proyecto. Dos días después, el EMC informó favorablemente sobre el plan ya decidido. Starbird debía tener lista la barrera en septiembre de 1967. En noviembre de 1966, McNamara recomendó oficialmente el sistema de barreras al presidente Johnson para su implementación. El presupuesto de construcción se estimó en 1500 millones de dólares y se asignaron 740 millones para los costes operativos anuales. : 129–130 Como nombre en clave para la comunicación interna del proyecto de barrera se adoptó el nombre de «La Práctica Nueve» para referirse al proyecto.

## Cronología
El 13 de enero de 1967, el presidente Johnson autorizó la construcción y se le asignó la máxima prioridad nacional.

### Cambios de nombre de portada
En junio de 1967, se filtró a la prensa la existencia de Práctica Nueve. A partir de ese momento, el proyecto pasó a llamarse Ciudad de Illinois, y en septiembre se denominó Proyecto Dye Marker. Además, también se lo denominó SPOS (Sistema de Obstáculos de Puntos Fuertes, por sus siglas en inglés: Strong-point-obstacle-system), con dos componentes diferentes, Dump Truck (antivehículo) y Mud River (antipersonal), que se denominaron colectivamente Muscle Shoals. : 130  El 13 de septiembre de 1967, el nombre de Dye Marker del proyecto se cambió a Muscle Shoals, y en junio de 1968 se cambió nuevamente, esta vez a Igloo White. : 139 
El proyecto Dye Marker fue construido parcialmente por las fuerzas estadounidenses en 1967-1968 a lo largo de la parte este de la zona desmilitarizada. Una barrera efectiva contra la infiltración, que corría a través de Vietnam del Sur internándose profundamente en Laos, fue una gran visión del secretario de Defensa Robert McNamara, que temía que la escalada de los bombardeos pudiera provocar una mayor implicación de China en el conflicto de Vietnam, y un componente vital de su estrategia operativa. Fue un enorme proyecto multimillonario, que fue apodado en los medios como la Gran Muralla de Vietnam, el Muro de McNamara, la Barrera de McNamara, la Valla Eléctrica o el Cinturón de Alarmas.

### 1967
A principios de 1967, se ordenó a los ingenieros del Cuerpo de Marines que derribaran una franja de al menos 500 metros de ancho desde Gio Linh hacia el oeste, hasta Con Thien. Los marines lo conocieron como La Pista (The Trace). La construcción comenzó en el verano de 1967. : 178 
El proyecto de la línea defensiva Dye Marker se extendía a lo largo de la zona desmilitarizada desde el Mar de China Meridional, y tenía una longitud total de 76 kilómetros. Algunas partes de la línea defensiva estaban supervisadas y equipadas con búnkeres, puestos de avanzada, bases de refuerzo y de apoyo de fuego, rodeadas por alambre de concertina. Otros segmentos estaban bajo vigilancia constante de radar, movimiento y acústica, y asegurados por cables trampa, campos minados y barreras de alambre de púas. El equipo receptor aéreo equipado en los aviones de vigilancia por radar de control y alerta temprana (EC-121R) retransmitía las señales y desencadenaba las respuestas de la artillería y los bombarderos.
Los planos que se filtraron a los medios de comunicación solo exigían una valla de alambre de púas de bajo coste con torres de vigilancia, y se presentaron al público como una medida trivial, mientras que la parte electrónica estaba altamente clasificada. En realidad, el punto fuerte del sistema antiinfiltración en la provincia de Quang Tri fue reforzado con sensores electrónicos y minas de grava para detener el flujo de tropas y suministros norvietnamitas a través de la zona desmilitarizada durante los años decisivos de la guerra de Vietnam. La construcción se anunció el 7 de septiembre de 1967, y fue llevada a cabo por la 3.ª División de Marines. Primero, los ingenieros del XI Regimiento comenzaron a trabajar en la demolición de la conocida como Pista, un camino de 600 metros de ancho y 11 kilómetros de largo que fue despojado de árboles, arbustos y aldeas si era necesario. La columna vertebral del sistema de puntos fuertes fueron las bases fortificadas Alpha 2 en Gio Linh al este, Alpha 4 en Con Thien al oeste y Alpha 3 en el medio. Se desplegaron 7578 marines estadounidenses en apoyo del sistema de puntos fuertes y barreras de Dye Marker hasta el 1 de noviembre de 1967. Además, 4080 soldados estadounidenses han estado involucrados en la parte antiinfiltración con apoyo aéreo de Dye Marker. : 4 

### 1968
A principios de 1968, el extremo occidental de la parte fortificada de la barrera que se extendía desde Khe Sanh a través del campo de fuerzas especiales en Lang Vei, que todavía estaba en construcción, fue atacado por múltiples tropas norvietnamitas. El campamento de las fuerzas especiales en Lang Vei fue invadido y Khe Sanh fue sometido a un asedio limitado. La batalla de Khe Sanh duró 77 días. En julio de 1968, el general Abrams, comandante estadounidense recién nombrado en Vietnam del Sur, ordenó el abandono de Khe Sanh y sus alrededores. La base fue desmantelada y toda la infraestructura a lo largo de la Ruta 9 hacia Laos, incluidas carreteras y puentes, fue destruida sistemáticamente.
El 29 de octubre de 1968 cesaron todos los trabajos de construcción de la barrera física a lo largo de la zona desmilitarizada del lado de Vietnam del Sur. La infraestructura física creada para la barrera se convirtió en una serie de puntos fuertes y bases de apoyo para la nueva estrategia de operaciones móviles. Esto marcó el final de la Línea McNamara como estrategia operativa.

## Importancia estratégica de la barrera
En sus memorias, Robert McNamara insistió en que la barrera, o el sistema, como él eligió llamarlo, pudo reducir hasta cierto punto la tasa de infiltración del Ejército de Vietnam del Norte en Vietnam del Sur. Sin embargo, los segmentos construidos resultaron ineficientes para detener al Ejército de Vietnam del Norte a pesar de ser costosos de construir y mantener. En marzo de 1969 se abandonaron la mayoría de los puntos fuertes de la barrera supervisada por tropas. El sistema de sensores para proporcionar vigilancia de las rutas de camiones procedentes de Laos fue un éxito, pero su contraparte para los senderos peatonales nunca se implementó. Muchas municiones especiales encargadas para la barrera resultaron ineficaces o simplemente fallaron. En 1969, el secretario de Defensa Melvin R. Laird testificó en el Congreso que los objetivos establecidos para la barrera antiinfiltración no se cumplieron a pesar del alto coste. : 509 

Un relato oficial de la guerra de Vietnam, publicado en la Serie Histórica de los Secretarios de Defensa, declaró que el significado de interdicción de la barrera seguía siendo controvertido. : 536  Al mismo tiempo, el relato dedica palabras duras para la incapacidad de McNamara de escuchar a los opositores al proyecto y califica la Línea McNamara como:
una metáfora del estilo de gestión arbitrario, muy personal y agresivo del secretario, que se saltaba los procedimientos normales y a veces ignoraba a los expertos para hacer las cosas. Había adoptado una idea de académicos civiles, forzó a un ejército reacio a ponerla en práctica, optó por la tecnología en lugar de la experiencia, lanzó el proyecto rápidamente y con un mínimo de coordinación, rechazó las críticas informadas, insistió en que las fuerzas disponibles eran suficientes para el esfuerzo, e invirtió millones de dólares en un sistema que funcionaba a trompicones. : 178 
El significado estratégico del Dye Marker, así como toda la Línea McNamara, que se extendía hacia el oeste en Laos, era frenar la infiltración de las fuerzas del Ejército de Vietnam del Norte en Vietnam del Sur. Esto le habría permitido a McNamara reducir el bombardeo estadounidense de Vietnam del Norte y comenzar las negociaciones con Hanói. Sin embargo, la Ofensiva Tet demostró la inutilidad de tales planes.
El sistema de barreras defensivas también fue criticado en el momento de su creación por mantener a las tropas estadounidenses en posiciones estáticas mientras se enfrentaban a fuerzas enemigas móviles. Después de la Ofensiva Tet, las críticas se intensificaron y el senador por Misuri Stuart Symington  llamó a la barrera un «concepto de línea Maginot mil millones de dólares».

### Documentos
- Memo for Mr. Rostow from Gen E. G. Wheeler from Aqust 30, 1967 Archivado el 4 de marzo de 2016 en Wayback Machine. (en inglés). Desclasificado el 24 de febrero de 1983. Centro y Archivo de Vietnam en la Universidad Tecnológica de Texas.

### Libros y artículos
- Brush, Peter. «The Story Behind the McNamara Line» (en inglés). Vietnam Magazine, febrero de 1966, pp. 18–24.
- Deitchman, Seymour Jay. «The Electronic Battlefield in the Vietnam War» (en inglés). Journal of Military History 72 (julio de 2008), pp. 869–887.
- Gibbons, William Conrad. The U.S. Government and the Vietnam War: Executive and Legislative Roles and Relationships (en inglés). Princeton, Nueva Jersey: Princeton University Press, 1986.
- Reinstein, Thomas A. «Seeking a Second Opinion: Robert McNamara's Distrust of the U.S. Intelligence Community During Operation Rolling Thunder» Archivado el 8 de febrero de 2017 en Wayback Machine.,(en inglés). Federal History 8 (2016), pp. 26–47.
- Stanton, Shalby L. The Rise and Fall of an American Army: US Ground Forces in Vietnam, 1965–1973 (en inglés). Novato, California: Presidio, 1995.
- Twomey, Christopher T. «The McNamara Line and the Turning Point for Civilian Scientist-Advisers in American Defence Policy, 1966–1968» (en inglés). Minerva, vol. 37, núm. 3, pp. 235–258. DOI 10.1023/A:1004741523654